# アーミン・ウルフ・アレーナ
アーミン・ウルフ・アレーナ（ドイツ語：Armin-Wolf-Arena）は、ドイツ、バイエルン州オーバープファルツ行政管区レーゲンスブルクにある野球場。
2013 ワールド・ベースボール・クラシック予選2組、2023 ワールド・ベースボール・クラシック予選A組の開催球場に選ばれている。